# Pallippuram
Pallippuram of Palliport is een Indiaas dorp op het eiland Vypeen, in het district Ernakulam van de staat Kerala in Zuid-India. Het dorp ligt op ong. 25 km van Ernakulam. Het fort van Pallippuram werd in 1503 gebouwd door de Portugezen en is een van de oudste nog bestaande Europese gebouwen van India. De katholieke kerk in Pallippuram, de kerk van Onze-Lieve-Vrouw-van-Sneeuw of "Manjumatha" is een belangrijk christelijk bedevaartsoord.